# التشخيص الوراثي للثنائي الجنس
التشخيص الوراثي للثنائي الجنس يولد الأشخاص ذوي الاختلافات الجنسية في الخصائص الجسدية والجنسية بما في ذلك الكروموسومات أو الغدد التناسلية أو الهرمونات الجنسية أو الأعضاء التناسلية التي لا تتناسب مع التعريفات النموذجية للذكور أو الإناث. قد تتضمن هذه الاختلافات غموضًا تناسليًا، ومزيجًا من النمط الوراثي الكروموسومي والنمط الظاهري الجنسي بخلاف XY-الرجل و XX-المرأة. يسمح التشخيص الوراثي قبل الزرع بالتخلص من الأجنة والأجنة مع الصفات المزدوجة، وبالتالي يكون له تأثير على التمييز ضد الأشخاص المتحولين جنسياً.

## التشخيص الجيني قبل الزرع
يشير التشخيص الجيني قبل الزرع (PGD أو PIGD) إلى التقييم الجيني للأجنة والبويضات قبل الزرع. عند استخدامها للكشف عن حالة وراثية معينة، فإن الطريقة تتيح أيضًا اختيار الأجنة التي لديها شروط ثنائي الجنس لإنهائها. تحتفظ بعض السلطات الوطنية، مثل هيئة الإخصاب البشري والأجنة البشرية في المملكة المتحدة، بقائمة بالشروط التي يُسمح فيها بـ PGD ، بما في ذلك حالات الاختلاط بين 5 مثل نقص اختزال ألفا، ومتلازمة عدم حساسية الأندروجين، وتضخم الغدة الكظرية الخلقي وغيرها.  تكون التدخلات الجراحية على الأطفال الذين يعانون من ظروف جنسية مثيرة للجدل وقد تؤدي إلى اختيار سمات أخرى مثل جذب الجنس نفسه.  يوضح روبرت سبارو أن ظروف ممارسة الجنس المزدوج قابلة للمقارنة مع الميل الجنسي في أن الضرر قد يرتبط ببيئة اجتماعية معادية. وخلص إلى أن مقبولية القضاء على الحالات بين الجنسين لها آثار «غير مريحة» على «الاختلافات البشرية الأخرى غير المرضية» التي لا تؤثر على الصحة البدنية.
نقلت منظمة الثنائيي الوطنية الأسترالية عن أبحاث تُظهر معدلات إنهاء الحمل تصل إلى 88 ٪ في 47، XXY حتى في حين أن منظمة الصحة العالمية تصف هذه الخاصية بأنها متوافقة مع متوسط العمر المتوقع الطبيعي، وغير مشخصة في كثير من الأحيان. في عام 2014، دعا المجلس القومي الأسترالي للبحوث الصحية والطبية إلى حظر هذه التدخلات، مشيرًا إلى التشابك الوثيق بين حالة التزاوج بين الجنسين، والهوية الجنسية والتوجه الجنسي في الفهم الاجتماعي لقواعد الجنس والجنس، وفي أدبيات علم الاجتماع الطبي. في عام 2016، كتبت المنظمة عن رعاية أحداث المثليات والمثليين ومزدوجي الميل الجنسي ومغايري الهوية الجنسانية والمتحولين جنسياً (LGBTI) من قِبل عيادات أطفال الأنابيب في أستراليا، مشيرة إلى أنه بالإضافة إلى القضايا الأخلاقية التي أثيرت من خلال القضاء على سمات ثنائيي، «رعاية» LGBTI تثير أحداث هذه الشركات المزيد من القضايا الأخلاقية، بما في ذلك طبيعة المجتمع وفهم القضايا المتعلقة بالتنوع الجسدي.
رداً على Sparrow ، تجادل جورجيان دافيس بأن هذا التمييز يفشل في إدراك أن العديد من الأشخاص ذوي السمات بين الجنسين عاشوا حياة كاملة وسعيدة، وأن "مجتمع ثنائي الجنس" فقط "غير مرئي" لأولئك الذين يختارون تجاهله "، بينما"  مهنة الطب، وليست سمة ثنائي الجنس نفسها، هي مصدر رئيسي للأذى الاجتماعي والنفسي الذي يديم وصمة العار بين الجنسين و "البيئة الاجتماعية العدائية" التي يواجهها الأفراد الذين يعانون من سمات ثنائي الجنس ".  يربط Jeff Nisker بين القضاء على الحالات بين الجنسين وبين المرضية، واصفًا كيف "يصبح الاختلاف اضطرابًا طبيًا يكرس لمهنة الطب الوقت والموارد لمنعه، وتصبح الإجراءات اللازمة لتحقيق هذه الغاية ملائمة". قال جيسون بيرمان وفارديت رافيتسكي: "اختيار الوالدين ضد الجنس قد يخفي التحيزات ضد الجاذبية من نفس الجنس وعدم المطابقة بين الجنسين."  في عام 2014، أعرب مورغان كاربنتر عن قلقه بشأن الاختلافات بين الجنسين ظهرت في قائمة من قبل الإخصاب البشري وسلطة الأجنة للظروف الوراثية "الخطيرة" التي قد يتم إلغاء تحديدها في المملكة المتحدة.  وتشمل هذه النقص 5-alpha-reductase ومتلازمة عدم الحساسية عند الاندروجين، والسمات الواضحة في رياضيات المستوى الأولمبي من النساء و "أول رئيس بلدية في العالم بين الجنسين".  في عام 2015، نشر مجلس أوروبا ورقة قضايا عن حقوق الإنسان والأشخاص المتحولين جنسياً، موضحًا الحق في الحياة:
يمكن أن ينتهك حق ثنائي الجنس للناس في الحياة من خلال «اختيار جنس» تمييزي و «تشخيص جيني قبل الزرع، وأشكال أخرى من الاختبارات، واختيار خصائص معينة». مثل هذا الاختيار أو الإجهاض الانتقائي لا يتماشى مع الأخلاقيات ومعايير حقوق الإنسان بسبب التمييز الذي يرتكب ضد الأشخاص المتحولين جنسياً على أساس خصائصهم الجنسية.

## العلاج الهرموني قبل الولادة
حاليًا، يتوفر اختبار ما قبل الولادة والعلاج الهرموني لمنع التعبير الجسدي والسلوكي لسمات ثنائي الجنس  في عام 1990، ورقة من هينو ماير بهلبورغ بعنوان "هل العلاج بالهرمونات قبل الولادة يمنع المثلية الجنسية؟ تم نشره في مجلة علم نفس الطفل والمراهق. فحص استخدام "فحص أو علاج هرمونات ما قبل الولادة للوقاية من المثلية الجنسية" باستخدام الأبحاث التي أجريت على الأجنة مع تضخم الغدة الكظرية الخلقي وغيرها من الصفات.  تصف أليس دريجر وإيلين فيدر وآن تمار ماتيس كيف أن الأبحاث التي نشرتها ساروج نيمكارن وماريا نيو في عام 2010 تبني "اهتمامًا منخفضًا بالرضع والرجال - وحتى الاهتمام بما يعتبرونه مهنًا وألعابًا للرجال - على أنها" غير طبيعية "، ويمكن الوقاية منها مع ديكساميثازون ما قبل الولادة ". يذكر المؤلفون أن "الاستنتاجات الضعيفة وغير المدعومة" من التحقيقات في محاولة "منع الاختلافات الجنسية السلوكية الحميدة" تشير إلى وجود ثغرات في الإدارة الأخلاقية للبحوث السريرية.  في عام 2012، وصف هيرفيكوسكي وآخرون عدم وجود دراسات متابعة طويلة الأجل للأفراد المعرضين للعلاج قبل الولادة، ونتائج دراسة سويدية استمرت 10 أعوام على 43 من الأمهات والأطفال. وجد الباحثون أدلة على آثار جانبية غير مقبولة في دراستهم، بما في ذلك العواقب العصبية. توقف العلاج بالديكساميثازون في السويد.